# احمد افسانه
احمد افسانه به‌آیین (متولد ۱۳۰۷ در تهران - درگذشته ۲ مرداد ۱۳۹۷ در تهران) بازیگر تئاتر و کارگردان و تهیه‌کننده سینما اهل ایران بود.
وی سرانجام در شامگاه  ۲ مرداد ۱۳۹۷ بر اثر کهولت سن و سکته قلبی در منزل اش در سن ۹۰ سالگی درگذشت.

## زندگی‌نامه
فعالیت هنری را از سال ۱۳۲۴ با بازی در نمایش «انتقام» شروع کرد و از آن پس فعالیتش را در تئاترهای گوهر و کشور ادامه داد. در سال ۱۳۲۹ با مشارکت هوشنگ امیرفضلی دفتر سینمایی «صحرا فیلم» را در خیابان منوچهری تهران تأسیس کرد فعالیت در سینما را از سال ۱۳۳۵ با تهیهٔ فیلم «دزدان معدن» آغاز کرد. در سال ۱۳۳۹ دفتر سینمایی «چهارپر» را تأسیس کرد.

## فیلمشناسی
- شد شد، نشد نشد (۱۳۳۹ کارگردان، تهیه‌کننده با همکاری هوشنگ شفتی و بازیگر)
- دزدان معدن (۱۳۳۵ تهیه‌کننده)